# Hepneriana nigrifrons
Hepneriana nigrifrons är en insektsart som först beskrevs av Irena Dworakowska 1994.  Hepneriana nigrifrons ingår i släktet Hepneriana och familjen dvärgstritar. Inga underarter finns listade i Catalogue of Life.